# Hugo Acosta
Hugo Acosta (San Cristóbal, Táchira, Venezuela, 1 de septiembre de 1989) es un exfutbolista venezolano. Juega como centrocampista o delantero y actualmente forma parte de la plantilla del Al-Jaish de Siria.

## Carrera

### Club Atlético San Cristóbal
Como juvenil, militó con el Club Atlético San Cristóbal, con el que realizó giras por Argentina, Colombia y Venezuela, en categorías inferiores.

### Club Lotería del Táchira
Posteriormente jugó con el Club Lotería del Táchira. En el torneo anual Nacional Sub-17, obtienen el subcampeonato consagrándose como el máximo goleador del torneo con 17 goles.

### Selección Táchira
Participa en los «Juegos Llanos 2007», obteniendo la medalla de oro por primera vez en la historia del fútbol tachirense, marcando 1 gol.
Formó parte de la selección infantil "C" en dos campeonatos anteriores.

### Deportivo Táchira
En el Torneo Apertura 2006/2007 forma parte de la plantilla del Deportivo Táchira "B" que disputa la Segunda División A, marcando 8 goles en el torneo.
Debuta en Primera División con el Deportivo Táchira en el Torneo Clausura 2006/2007, a la edad de 17 años, bajo la dirección técnica de Manuel Placencia. Disputó los partidos contra el Carabobo F. C. y contra el Trujillanos F. C.
El 12 de enero de 2009 se fue a Barinas para reforzar al Deportivo Táchira "B" en el cuadrangular de Socopó, quedando de terceros tras 1 derrota y 1 victoria.
En el torneo 2007/08 integró la plantilla que ganó la sexta estrella del campeonato venezolano de Primera División.

## Selección nacional
- Con la Selección Sub-15 participó en el torneo anual mundialito Tawichi Aguilera en Bolivia.

- Con la Selección Sub-20 realizó gira preparación Sudamericano 2009,[2] participando en las IV olimpiadas de Cuba, obteniendo el tercer lugar, marcando su primer gol con la selección nacional.

### Juvenil
| Club                       | País      | Año       | PJ | Goles |
| -------------------------- | --------- | --------- | -- | ----- |
| Lotería del Táchira Sub-17 | Venezuela | 2005–2006 |    | 17    |
| Deportivo Táchira FC "B"   | Venezuela | 2006-2007 |    | 8     |

### Profesional
| Club                | Temporada           | Liga | Liga  | Copas Nac. | Copas Nac. | Copas Inter. | Copas Inter. | Total | Total |
| Club                | Temporada           | PJ   | Goles | PJ         | Goles      | PJ           | Goles        | PJ    | Goles |
| ------------------- | ------------------- | ---- | ----- | ---------- | ---------- | ------------ | ------------ | ----- | ----- |
| Venezuela           | 2006/07             |      |       | -          | -          | -            | -            |       |       |
| Venezuela           | 2007/08             |      | 0     |            |            | -            | -            |       |       |
| Venezuela           | 2008/09             |      | 0     | 0          | 0          | -            | -            |       |       |
| Venezuela           | Total               | -    | -     | -          | -          | -            | -            | -     | -     |
| Total en su carrera | Total en su carrera |      |       |            |            | -            | -            | -     | -     |

### Competiciones
| Competiciones    | PJ | Goles |
| ---------------- | -- | ----- |
| Liga Venezolana  |    |       |
| Copa Venezuela   |    |       |
| Total de Carrera |    |       |

## Palmarés

### Campeonatos nacionales
| Título                        | Club              | País      | Año     |
| ----------------------------- | ----------------- | --------- | ------- |
| Primera División de Venezuela | Deportivo Táchira | Venezuela | 2007-08 |